# Chiesa di Santa Maria di Rosate
La chiesa di Santa Maria di Rosate o  Santa Maria delle Rose e l'annesso convento delle clarisse, si trovava sulla piazza omonima, nella parte alta della città di Bergamo, sul colle detto delle rosate che dal 1816 ospita il Liceo ginnasio Paolo Sarpi

## Storia

### La fondazione della chiesa
Sul colle delle Rosate già nel X secolo, esisteva una cappella dedicata a Santa Maria in Turre. La presenza di questo piccolo luogo di culto, è indicata da più di un documento. Nel 928, il documento testamentario del vescovo Adalberto la elenca tra i beni della città, nel 982 venne indicata in atti dal vescovo Ambrogio II, dal vescovo Guala nel 1187 e successivamente nel Catalogo di Cencio Camerario nel 1192.
La storia della chiesa e del convento delle clarisse, è legata a molti fatti non sempre documentati ma tramandati oralmente, tra questi il mistero del crocifisso conservato nella cappella del Santissimo Sacramento della Cattedrale di Sant'Alessandro.
La chiesa di Santa Maria di Rosate fu fondata secondo la tradizione nel 1417 in seguito alla presunta apparizione della Vergine con il Bambino a due mercanti. La notte tra 3 e il 4 gennaio 1417, due mercanti romagnoli, diretti da Brescia verso Bergamo, si erano smarriti in una boscaglia nei pressi del paese di Albano Sant'Alessandro, distante 8 km da dalla città. Sperduti in mezzo alla foresta e in balia del freddo, del buio e della neve, i due persero le speranze di riuscire a trovare la strada per la città. Si rivolsero quindi con fervore al Signore, invocarono la Madonna e fecero il voto di costruire una cappella se fossero riusciti a uscire da quella disperata situazione. Improvvisamente dal cielo, raggi di luce infransero le tenebre ed una striscia di rugiada luminosa indicò loro il cammino. I due sentirono anche una voce che gli indicava la strada da percorrere. Ritrovata la strada maestra, i due mercanti raggiunsero finalmente la città di Bergamo dove il loro primo desiderio fu quello di ringraziare subito la Vergine, entrando nella basilica di Santa Maria Maggiore, ma questa, data l'ora tarda, era ancora chiusa. Trovarono quindi riparo nella vicina torre diroccata, rovinata dalle guerre, rimasta abbandonata e aperta. Fu proprio qui che i due mercanti ebbero l'apparizione della Vergine Immacolata con stretto al petto il Bambino Gesù. La Vergine era seduta su un trono serto di rose che la circondavano interamente e anche il Bambino Gesù teneva in mano un mazzo di rose bianche. Fu da questa apparizione che il colle assunse il nome di colle Rosate, su cui fu poi fondata la chiesa di Santa Maria di Rosate. Il documento che attesta la consacrazione della chiesa è datato 30 maggio del medesimo anno.

### La fondazione del convento
Il convento venne fondato nel 1421 per volontà della nobile Elisabetta Avogadri in Cenati che volle ritirarsi con il marito in solitudine e povertà assoluta. Anche su questi fatti scarse sono le testimonianze. La tradizione racconta che Elisabetta fosse una donna benestante e che faceva una vita dispendiosa,  forse vedova di un membro della famiglia da Cenate. Il 30 gennaio 1421, mentre si adornava di fronte allo specchio volendo festeggiare il carnevale, vide comparire nell'immagine riflessa, oltre le sue spalle, quattro demoni che la sbranavano. Spaventata, fece cadere lo specchio e decide di ritirarsi a vita eremitica trasformando alcune sale della sua abitazione che era addossata alla chiesa, in celle monastiche. La tradizione racconta che i due coniugi morirono il medesimo giorno. Le loro salme vennero sepolte nella chiesa delle Rosate diventando luogo di culto e di pellegrinaggio
(Donato Calvi Effemeride sagro-profana)
Questa forma di vita claustrale, venne seguita da donne di altre famiglie nobili, che lasciarono ogni cosa per seguire la vita eremitica vivendo solo di elemosina. La giovane Dorotea Crema figlia di Francesco consigliere comunale cittadino, è citata nei documenti del Calvi come “religiosa di somma bontà et essemplarità”, e a lei si deve anche l'aumento del numero di romite presenti nel monastero. La nobiltà delle presenti trova conferma anche nel nome di Lucia Grumelli figlia di Giovanni membro del consiglio comunale e importante famiglia cittadina. Tanto fece la giovane Lucia che contrariamente alla volontà paterna chiese quale segno divino, il miracolo della fioritura di un roseto il giorno di Natale, il Calvi ne racconta la fioritura e l'acconsentire del genitore all'entrata in clausura della giovane figlia, nel 1423, diventando presto la badessa del monastero, diventando la promotrice anche dei lavori di ampliamento del fabbricato, a lei si deve anche la decisione di abbracciare la regola delle clarisse nel 1434, morì il 6 gennaio 1459 ma l'importante famiglia Grumelli mantenne per molti anni un forte legame con il monastero.
Questo primo gruppo non seguivano una regola, entrando poi a far parte dell'ordine delle monache clarisse, forse perché nel medesimo anno san Bernardino da Siena, presente in Bergamo, regalò loro il suo saio. La presenza delle clarisse ebbe i favori del doge di Venezia Francesco Foscari, che concesse favori, e di papa Pio II nel 1471 che concesse l'uso dell'eredità ricevuta dai Grumelli così che si potesse ampliare l'edificio monastico. Nella visita pastorale del 1575 san Carlo Borromeo documentò la presenza di sessanta suore che vivevano solo di carità.
La chiesa venne restaurata e ampliata nel 1446. Il vescovo Polidoro Foscari la consacrò nuovamente il 30 maggio del medesimo anno.
Il 25 aprile 1810, in età napoleonica, venne soppresso il monastero e chiusa la chiesa. Gli edifici vennero lasciati alla gestione della Fondazione MIA che adibì i locali a istituto scolastico. Il crocifisso venne spostato nella Basilica di sant'Alessandro dove venne edificata la cappella del Santissimo Sacramento inaugurata il 13 settembre 1866.
Gli stabili subirono una grande ristrutturazione su progetto dell'architetto Ferdinando Crivelli nella metà del XIX secolo. La chiesa divenne la palestra del Liceo e l'affresco che era posto sulla facciata esterna, è ora arredo dell'aula magna.

## Crocifisso delle Rosate

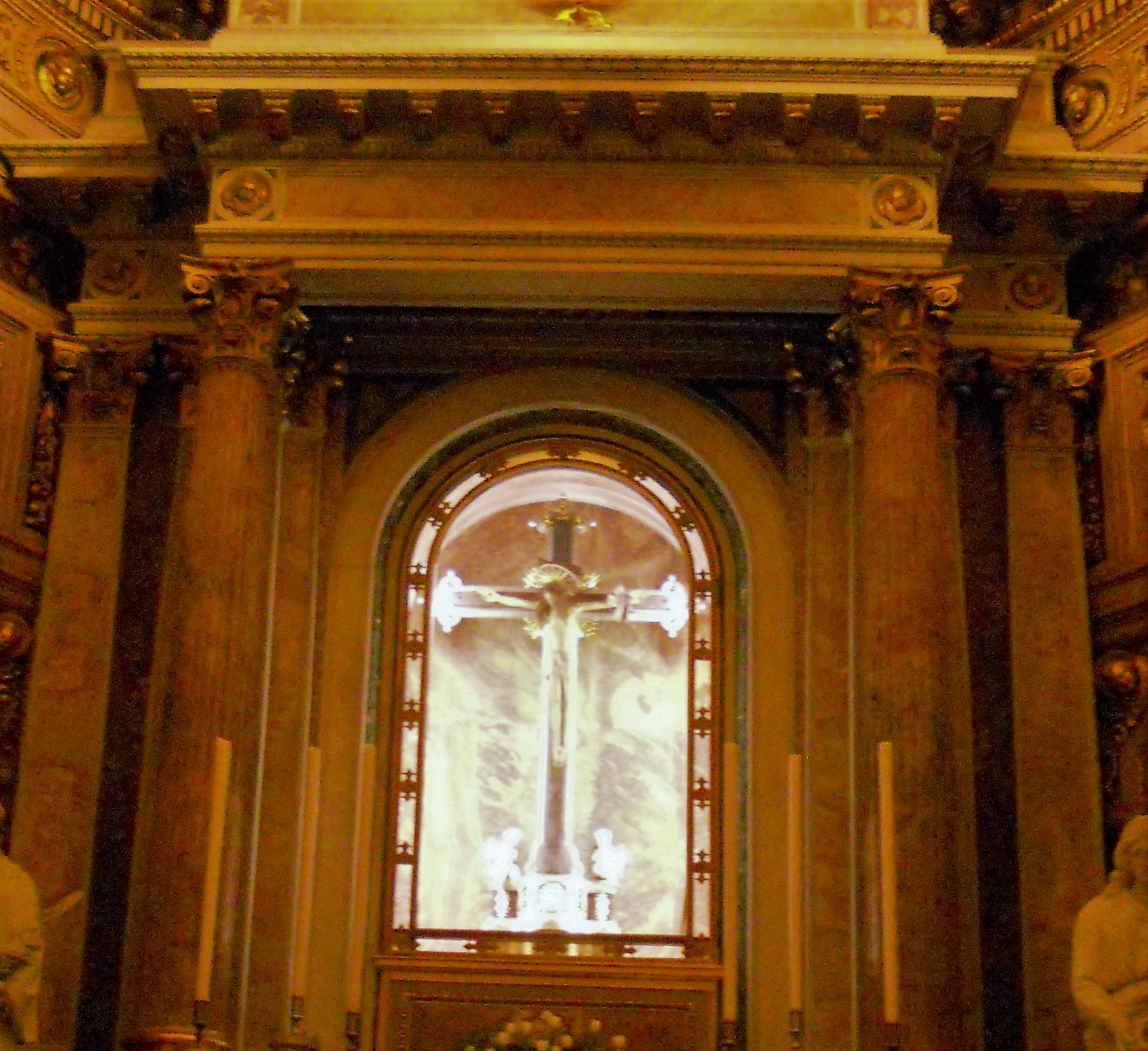
Crocifisso nel duomo di Bergamo

Il crocifisso, conservato presso la basilica di sant'Alessandro, nella cappella del Crocifisso, dove è esposto il Santissimo Sacramento, proveniva dalla chiesa di Santa Maria di Rosate, e ha una storia avvolta nel mistero. Il Cristo sulla croce, ha capelli umani, e il chiodo che lo lega alla croce è solo sulla mano destra, la sinistra, che ne è sprovvista, è legata alla croce con un nastro, così come raccontano i fatti della tradizione.